# Lae Gambir
Lae Gambir is een bestuurslaag in het regentschap Aceh Singkil van de provincie Atjeh, Indonesië. Lae Gambir telt 239 inwoners (volkstelling 2010).